# Wild West (Central Cee)
Wild West è il mixtape di debutto del rapper britannico Central Cee, pubblicato il 12 marzo 2021.

## Descrizione
Con totale assenza di ospiti, il disco venne anticipato dai singoli Day in the Life, Loading, Pinging (6 Figures) e Commitment Issues. In un'intervista con la rivista Complex, il rapper disse: «il fatto che io sia un artista indipendente e che non abbia featuring nel disco è una dichiarazione in sé, penso. Dice quello che io voglio che dica. Sapendo che ho fatto del mio meglio e messo insieme la migliore musica possibile, non sono troppo preoccupato per come andrà commercialmente, purché sia apprezzato dalle persone che mi hanno ascoltato e supportato fino a questo punto».

## Accoglienza
| Recensione      | Giudizio |
| --------------- | -------- |
| Clash           | 8/10     |
| Financial Times | [ 5 ]    |
| The Guardian    | [ 1 ]    |
| NME             | [ 6 ]    |

Il disco è stato accolto positivamente dalla critica specializzata.
Elle Evans di Clash descrisse Central Cee come «una futura stella del rap», affermando che il mixtape «ci ha consegnato una sfilza di brani di prim'ordine»; il critico di NME Nicolas-Tyrell Scott affermò che Wild West offre «uno sguardo allettante sul futuro della drill». Will Pritchard (The Guardian) descrisse il rapper come «l'uovo d'oro nella scena fiorente della UK drill», aggiungendo che il disco gli sembrò «incisivo».

## Tracce
Testi di Oakley Caesar-Su, eccetto dove indicato.
1. 6 for 6 – 2:28 (musica: Okami202, Seyon e Young Chencs)
2. Fraud – 2:31 (musica: Byrd, Jamin e JB Made It)
3. Pinging (6 Figures) – 2:45 (musica: Itchy)
4. The Bag – 2:53 (musica: Elevated)
5. Day in the Life – 3:08 (musica: Frosty Beats)
6. Dun Deal – 2:41 (musica: The Fives)
7. Commitment Issues – 2:30 (musica: Mokuba Lives)
8. Sex Money Drugs – 2:34 (musica: Scott)
9. Ruby – 3:25 (musica: Sykes Beats)
10. Hate It or Luv It – 2:32 (musica: Levi Lennox)
11. Xmas Eve – 2:28 (testo: Oakley Caesar-Su, Chucks e FWDSLXSH – musica: Chucks e FWDSLXSH)
12. Loading – 2:53 (testo: Oakley Caesar-Su e Hargo – musica: Hargo)
13. Tension – 3:08 (musica: Lovelife, Bkay)
14. Gangbiz – 2:30 (musica: Seyon e Young Chencs)

## Formazione
Musicisti
- Central Cee – voce, testi

Produzione
- Okami202 – produzione (traccia 1)
- Seyon – produzione (tracce 1 e 14)
- Young Chencs – produzione (tracce 1 e 14)
- Byrd – produzione (traccia 2)
- Jamin – produzione (traccia 2)
- JB Made It – produzione (traccia 2)
- Itchy – produzione (traccia 3)
- Elevated – produzione (traccia 4)
- Frosty Beats – produzione (traccia 5)
- The Fives – produzione (traccia 6)
- Mokuba Lives – produzione (traccia 7)
- Scott – produzione (traccia 8)
- Sykes Beats – produzione (traccia 9)
- Levi Lennox – produzione (traccia 10)
- Chucks – produzione (traccia 11)
- FWDSLXSH – produzione (traccia 11)
- Hargo – produzione (traccia 12)
- Lovelife – produzione (traccia 13)
- Bkay – produzione (traccia 13)
- Jesse Jackson - mastering, missaggio
- Strikez In The Mix – mastering, missaggio
- Chris Kandu – assistente al missaggio
- Ciel Eckard-Lee – assistente al missaggio

## Successo commerciale
Wild West debuttò al secondo posto della Official Albums Chart grazie a 15 105 unità equivalenti ad album vendute nella prima settimana, di cui 6 302 copie fisiche in formato CD. Esso fu anche il disco più riprodotto digitalmente della settimana. Il mixtape è entrato anche nella classifica irlandese, dove raggiunse la terza posizione, e in quella australiana, dove debuttò al trentasettesimo posto.

## Classifiche

### Classifiche settimanali
| Classifica (2021) | Posizione massima |
| ----------------- | ----------------- |
| Australia         | 37                |
| Belgio (Fiandre)  | 86                |
| Belgio (Vallonia) | 88                |
| Francia           | 136               |
| Irlanda           | 3                 |
| Italia            | 82                |
| Lituania          | 98                |
| Norvegia          | 39                |
| Regno Unito       | 2                 |

### Classifiche di fine anno
| Classifica (2021) | Posizione |
| ----------------- | --------- |
| Regno Unito       | 47        |